# Forcipomyia villiersi
Forcipomyia villiersi är en tvåvingeart som beskrevs av Clastrier 1972. Forcipomyia villiersi ingår i släktet Forcipomyia och familjen svidknott.
Artens utbredningsområde är Kongo. Inga underarter finns listade i Catalogue of Life.